# Robert Eudeline
Robert Eudeline, né en 1874 et mort en 1959 à Villemeux-sur-Eure, est un manager de boxe français.

## Biographie

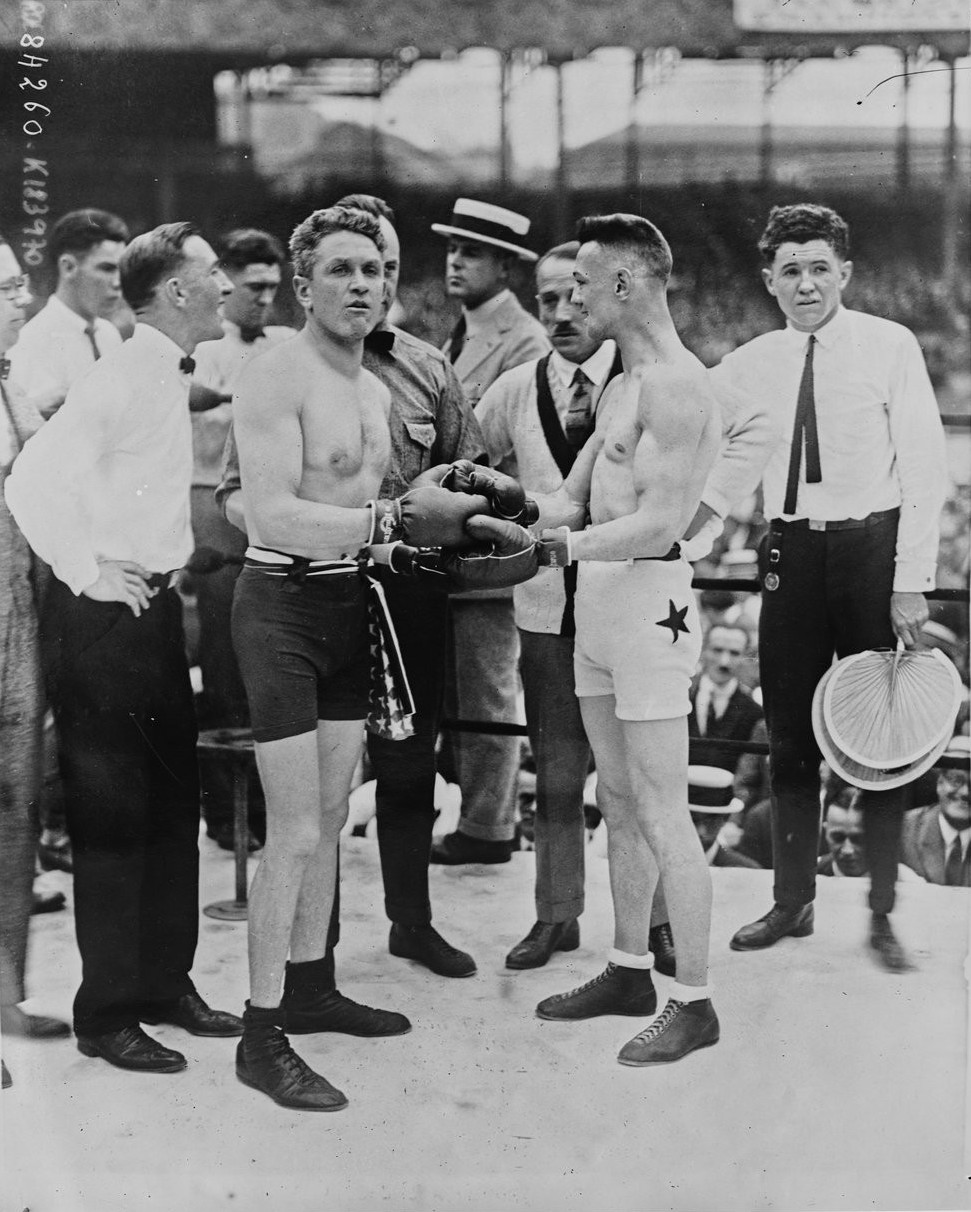
Le moustachu Eudeline voit Eugène Criqui remporter la ceinture de champion du monde aux dépens de Johnny Kilbane en portant les couleurs de son écurie, short blanc avec une étoile noire.

Après avoir découvert la boxe contre des marins anglais dans les cafés du Havre, il devient manager à Paris en 1909 à la salle du boulevard Rochechouart. Il gère les carrières de quinze champions de France, du champion d'Europe belge Arthur Wyns et du champion du monde Eugène Criqui. Il s'occupe également du jeune André Routis avant qu'il ne soit champion du monde. Les tenues des boxeurs de son écurie portent un short blanc avec une étoile noire sur la cuisse gauche. Après la Grande Guerre, ils y ajoutent un crêpe noir à la ceinture en souvenir de Georges Bernard, l'un des premiers grands champions du « manager sans chapeau ». Eudeline organise des tournées internationales en Australie (1920-1921), et aux États-Unis (1925-1926). En 1928, il devient entraîneur de Primo Carnera. Après de multiples mésaventures, l'étoile noire devient un signe de malchance. La mort sur le ring de son boxeur Charles Péguilhan met un terme à sa grande écurie de boxeurs. Ami avec de nombreux dirigeants sportifs comme Paul Rousseau ou Armand Massard, il se retire après la Deuxième Guerre mondiale. En 1948, un gala de boxe est organisé à Pantin au profil de celui que l'on surnomme le « roi des managers ».